# Alerte à Babylone
Pour les articles homonymes, voir Alerte.
 (juin 2018).
Pour plus de détails, voir Fiche technique et Distribution.
Alerte à Babylone est un documentaire français réalisé par Jean Druon sorti en 2005.

## Synopsis
"Et les coûts de Mégalopolis grandissent encore plus vite que sa taille. À tout prix il faut faire venir plus d'énergie, plus d'eau. Il faut assurer le transport des vivants. Mégalopolis est une cité assiégée, mais elle ne l'est que par sa propre masse. Aussi ne peut-elle être sauvée que par le sacrifice chaque jour plus poussé de ses libertés." Phrase de Bernard Charbonneau, citée en ouverture.
Ce film retrace les conséquences de l'application des nouvelles technologies, comme le nucléaire, les OGM et les nanotechnologies. Bien que ces conséquences portent sur la santé, l'avenir social et les conditions de vie en général, ces techniques sont toujours mises en service sans aucun débat public.[réf. nécessaire]
L'auteur fait intervenir des chercheurs en agronomie, des juristes et des penseurs critiques qui déplorent le peu d'informations mises à disposition du public par les "organismes de contrôle" qui, bien souvent[réf. nécessaire], au lieu d'exercer un travail de contrôle véritable qui correspondrait à la responsabilité dont ils revêtent pourtant leur poste, aident au contraire à avaliser des décisions déjà prises par le complexe industriel qui les mandate de manière plus ou moins directe. Certains intervenants plaident en faveur de la mise en place d'une protection juridique des lanceurs d'alerte.

## Fiche technique
- Titre : Alerte à Babylone
- Réalisation : Jean Druon
- Scénario :
- Photographie :
- Montage :
- Société de production :
- Pays :  France
- Genre : Documentaire
- Durée : 96 minutes
- Dates de sortie : 
  -  France : 2005

## Autour du film
Apparaissent entre autres le toxicologue Arpad Pusztai, l'épouse (cardiologue de son état) de Youri Bandajevsky, professeur d'anatomo-pathologie, détenu en prison au moment de la réalisation du film, le directeur de Recherche en agronomie Jean-Pierre Berlan, placardisé à l’Institut National de Recherche Agronomique (INRA), le microbiologiste des sols Claude Bourguignon, le socio-anthropologue Frédérick Lemarchand, Gilles-Éric Séralini, directeur scientifique du Comité de recherche et d'information indépendantes sur le génie génétique (CRIIGEN), le cogniticien et essayiste Jean-Michel Truong, Jacques Philipponneau, auteur aux Éditions de l'Encyclopédie des Nuisances, ainsi que le groupe de citoyens grenoblois PMO (Pièces et Main d'Œuvre).
Face à celles-ci sont interviewées d'autres personnalités comme Marc Fellous à propos du maïs MON 863 (voir Autorisation des OGM dans l'Union européenne), du secrétaire perpétuel de l'Académie de Médecine…

## Intervenants
- Susan et Árpád Pusztai, toxicologues congédiés du Rowett Institute (Écosse),
- Vassili Nesterenko, Directeur du laboratoire indépendant Belrad, œuvrant aux soins auprès des populations contaminées par les nouvelles conditions de vie autour de Tchernobyl,
- Martin Hirsch, Directeur Général de l¹Agence Française de Sécurité Sanitaire et Alimentaire (AFSSA),
- Gilles-Eric Séralini, membre de la Commission du Génie Biomoléculaire et Directeur scientifique du  Comité de Recherche et d¹Information Indépendantes sur le génie génétique (CRII-GEN),
- Gilles Heriard-Dubreuil, Président de Mutadis, entreprise privée de gestion sociale du risque,
- Jean-Michel Truong, romancier, entrepreneur,
- Charles Pilet, ancien Président de l’Académie de médecine
- Claude Bourguignon, agronome indépendant
- André Cicolella, Président de la Fondation Sciences Citoyennes,
- Jacques Philipponneau, Éditions de l¹Encyclopédie des Nuisances,
- Jean-Pierre Berlan, Directeur de Recherche à l’Institut National de Recherche Agronomique (INRA),
- Éric Alt, magistrat, membre du Syndicat de la magistrature,
- Pierre Boussange, Maria, Alain et Denis, militants écologistes et anarchistes,
- Claude Birraux, Vice-Président de l’Office parlementaire d’évaluation des choix scientifiques et technologiques,
- Frédérick Lemarchand, Socio-anthropologue du risque, Université de Caen,
- Pièces et main d'œuvre, collectif citoyen grenoblois demandant des débats publics sur les nouvelles techniques.